# Ovče pole
Ovče Pole je kotlina u središnjoj Sjevernoj Makedoniji, s lijeve strane Vardara, nju dijele dvije sjevernomakedonske općine Lozovo i Sveti Nikole.

## Zemljopisne karakteristike
Ovče pole je ravna kotlina uz tok rječice Sveti Nikole koja teče sa sjevera u smjeru juga do svog uvira u rijeku Bregalnicu. Gotovo je potpuno ravna, osim blagih uzdignuća u svom središnjem i sjevernom dijelu. Kroz Ovče pole danas ide magistralna prometnica Kumanovo – Štip. Sa sjevera kotlinu Ovče pole zatvara planina Mangovica (741 m), a sa zapada Gradištanska planina (861 m). Između ovih dviju planina nalazi se prijevoj Karaula preko kojeg ide magistralna cesta Kumanovo – Štip. Kotlina leži na zemljopisnim kordinatama 41°51′54″N 21°56′34″E / 41.86500°N 21.94278°E, na 200 do 400 m nadmorske visine.
Najveće naselje i središte cijelog kraja je grad Sveti Nikole na njenom istočnom dijelu. Kotlina je ime dobila po ovcama, koje su nekoć bile osobitost toga kraja.

### Klima
Kotlinu Ovče pole, karakteriziraju izuzetno vruća ljeta, i blage zime, s povremeno ekstremno niskim i visokim temperaturama. Najviša zabilježena temperatura bila je 44,0 °C, a najniža –23,0 °C. Ovče pole je izuzetno suh kraj u kome prosječno padne vrlo malo oborina svega 400 – 500 ml/m2, i izuzetno vjetrovit kraj
Kod mjesta Alin Dol na rječici Mavrovica podignuta je 1981. brana za akomulacijsko jezero, kojom se koristi grad Sveti Nikole.

## Povijest
Na Ovčem polu odigrala se je poznata Ovčepolska bitka za Prvog svjetskog rata između 14. listopada i 15. studenog 1915. u kojoj su bugarske snage porazile srpsku vojsku.